# Триполи (Гърция)
Вижте пояснителната страница за други значения на Триполи.
Триполи (на гръцки: Τρίπολη; катаревуса: Τρίπολις; старо: Τριπολιτσά, от Триполица, както и на италиански: Tripolizza) е град в Гърция в Пелопонес, както и най-голям град на Аркадия. Разположен е в близост до руините на античните градове Тегея и Мантинея. Населението му е около 25 000 жители.

## История
Днешен Триполи е основан от османските турци през 1770 г., когото е издигнат замък в добре укрепения център на града, станал бастион на турската власт в Морея. След изграждането на крепостта, започва интензивна ислямизация на региона. Основното население на града по това време са турците, потурчените и ислямизирани местни жители и евреите-сефаради. Градът и околността му стават арена на три кървави убийства в началото на 19 век. През 1820 г., в хода на гръцкото освободително движение, са извършени кланета на християни, последвани от обсадата на Триполица от 1821 г., след успеха на която следва избиване на турци и евреи. През 1825 г. Ибрахим паша превзема отново града, което е последвано от повторно избиване на християнските му жители.
В началото на 20 век, градът наброява около 15 хиляди души.